# 福岡赤十字病院
福岡赤十字病院（ふくおかせきじゅうじびょういん）は、福岡県福岡市南区大楠にある医療機関である。日本赤十字社福岡県支部設置の病院である。ICU4床を備える。

## 沿革
- 1947年（昭和22年）12月 - 日本赤十字社 福岡事務所開設と同時に福岡診療所を開設。
- 1952年（昭和27年）4月 - 福岡赤十字病院へと改称。
- 1958年（昭和33年）4月 - 福岡赤十字高等看護学院を開校。
- 1976年（昭和51年）4月 - 福岡赤十字看護専門学校と改称。
- 1983年（昭和58年）4月 - 福岡市立大楠小学校の分校として病弱児学級「たんぽぽ学級」を開校。
- 1999年（平成11年）5月 - 福岡県地域災害医療センターに指定。
- 2002年（平成14年）3月 - 福岡赤十字看護専門学校を閉校。
- 2012年（平成24年）5月 - 新病院棟本体の稼働。

## 診療科
- 内科
- 呼吸器内科
- 膠原病内科
- 循環器内科
- 消化器内科
- 肝臓内科
- 糖尿病内科
- 腎臓内科
- 脳・血管内科
- 外科
- 心臓血管外科
- 整形外科
- 脳神経外科
- 形成外科
- 精神科
- 小児科
- 皮膚科
- 泌尿器科
- 産婦人科
- 眼科
- 耳鼻咽喉科(休診中)
- リハビリテーション科
- 放射線科
- 麻酔科
- 救急科
- 歯科
- 歯科口腔外科
- 病理診断科

診療協働部門
- 看護部
- 薬剤部
- 放射線科部
- 検査部
- 病理診断科
- リハビリテーション課
- 医療安全推進室
- 治験管理センター

## 医療機関の指定等
- 保険医療機関
- 国民健康保険療養取扱機関
- 労働者災害補償保険法指定医療機関
- 生活保護法医療扶助指定医療機関
- 結核指定医療機関
- 児童福祉法助産施設
- 母子保健法指定養育医療機関
- 原子爆弾被害者の医療に関する法律指定医療機関
- 性病予防法代用病院
- 栄養改善法集団給食施設
- 優生保護法指定医
- 指定自立支援医療機関指定

　 a.）腎臓に関する医療，b.）腎移植に関する医療，c.）心臓脈管外科に関する医療，
 
　 d.）死体腎移植に関する医療，e.）精神通院医療，
- 身体障害者手帳交付の診断医

　 a.）じん臓機能障害の医療，b.）ぼうこう又直腸機能障害の医療，c.）小腸機能障害の医療，
 
　 d.）肢体不自由の医療，e.）聴覚､平衡､音声､言語、咀嚼の医療，f.）視覚障害の医療，
 
　 g.）呼吸器機能障害の医療，h.）心臓機能障害の医療，
- 健康保険連合会優良人間ドック指定病院
- 健康保険連合会乳幼児保健指導指定病院
- 臨床研修指定病院
- 二次救急告示病院
- 災害拠点病院（地域災害医療センター）
- 地方腎移植センター
- 特定移植検査センター
- 糖尿病検診実施医療機関
- 学校腎臓検診精密検査医療機関
- 学校心臓検診精密検査医療機関
- アルゼンチン移住者健康診断指定病院
- 胃がん検診精密検査医療機関
- 大腸がん検診精密検査医療機関
- 肝臓がん検診精密検査医療機関，肝臓がん検診再精密検査実施医療機関
- 乳がん検診実施医療機関，乳がん検診精密検査医療機関
- 子宮がん検診精密検査医療機関
- 肺がん検診精密検査実施医療機関，肺がん検診再精密検査実施医療機関
- 前立腺がん検診精密検査実施医療機関
- 福岡市前立腺がん検診精密検査実施医療機関
- 福岡県肝疾患専門医療機関
- 地域医療支援病院
- 福岡DMAT指定医療機関

## 交通アクセス
- 鉄道 - 西鉄天神大牟田線 西鉄平尾駅もしくは高宮駅より、いずれも徒歩約10分。
- 路線バス - 天神より西鉄バスで約15分。博多駅より西鉄バスで約20分。「日赤前」バス停前。
- 車 - 日赤通り沿い。駐車場226台。